# Masato Myokoin
Masato Myokoin (Japans: 明光院 正人, Myōkōin Masato) (Ube, Yamaguchi) is een Japans componist, arrangeur, vocalist en bassist.

## Composities

### Werken voor harmonieorkest
- 1990 Sunset in Takachiho
- 1997 Blue Ocean, mars